# Ruud Ringers
Rudolf Daniël (Ruud) Ringers (Haarlem, 10 september 1943) is een Nederlandse beeldhouwer, publicist, kunsthistoricus en poppenspeler.

## Leven en werk
Ringers studeerde aan de Academie voor Beeldende Kunsten Sint-Joost in Breda (1961-1966) en aan de Academie voor Beeldende Kunst in Rotterdam (1969-1971). In Utrecht studeerde hij kunstgeschiedenis aan de Rijksuniversiteit van 1980-1985. Naast zijn werk als beeldhouwer was hij van 1968 tot 1972 actief als scenarioschrijver voor de bladen Pep, Sjors en Robbedoes. Hij geeft lezingen en cursussen over onderwerpen uit de kunstgeschiedenis en organiseert kunstreizen.  Ringers woont en werkt in Chaam.

## Werken in de openbare ruimte (selectie)
- 1972 Schoolkinderen, Zwijndrecht
- 1979 De Wever in Geldrop
- 1981 De Chaamse Bonenpikkers in Chaam
- 1983 De Wielrenner in Chaam
- 1990 De Straatmuzikant in Raamsdonksveer
- 1993 De Tweekamp in Lieshout

## Afbeeldingen

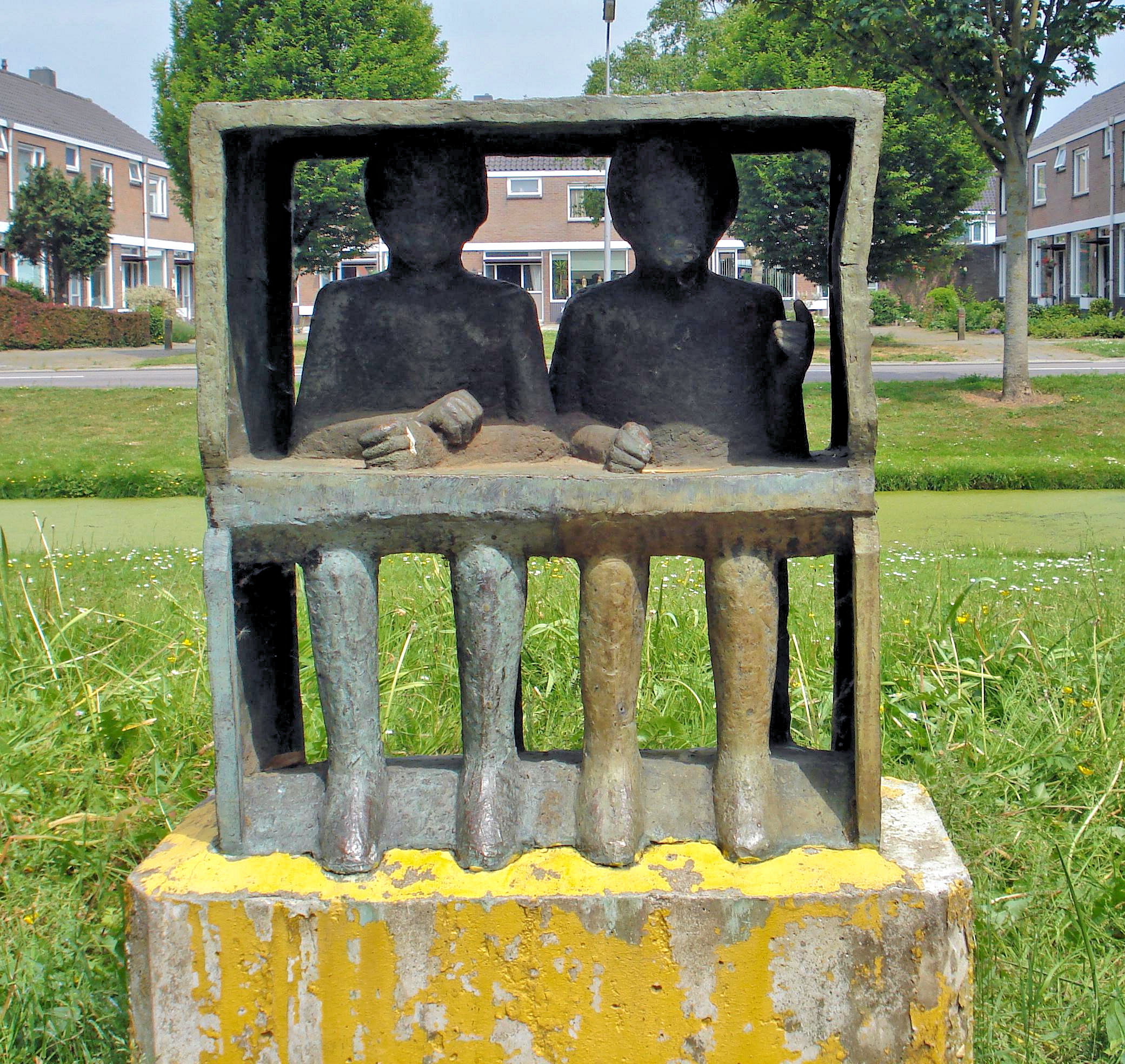
Zwijndrecht
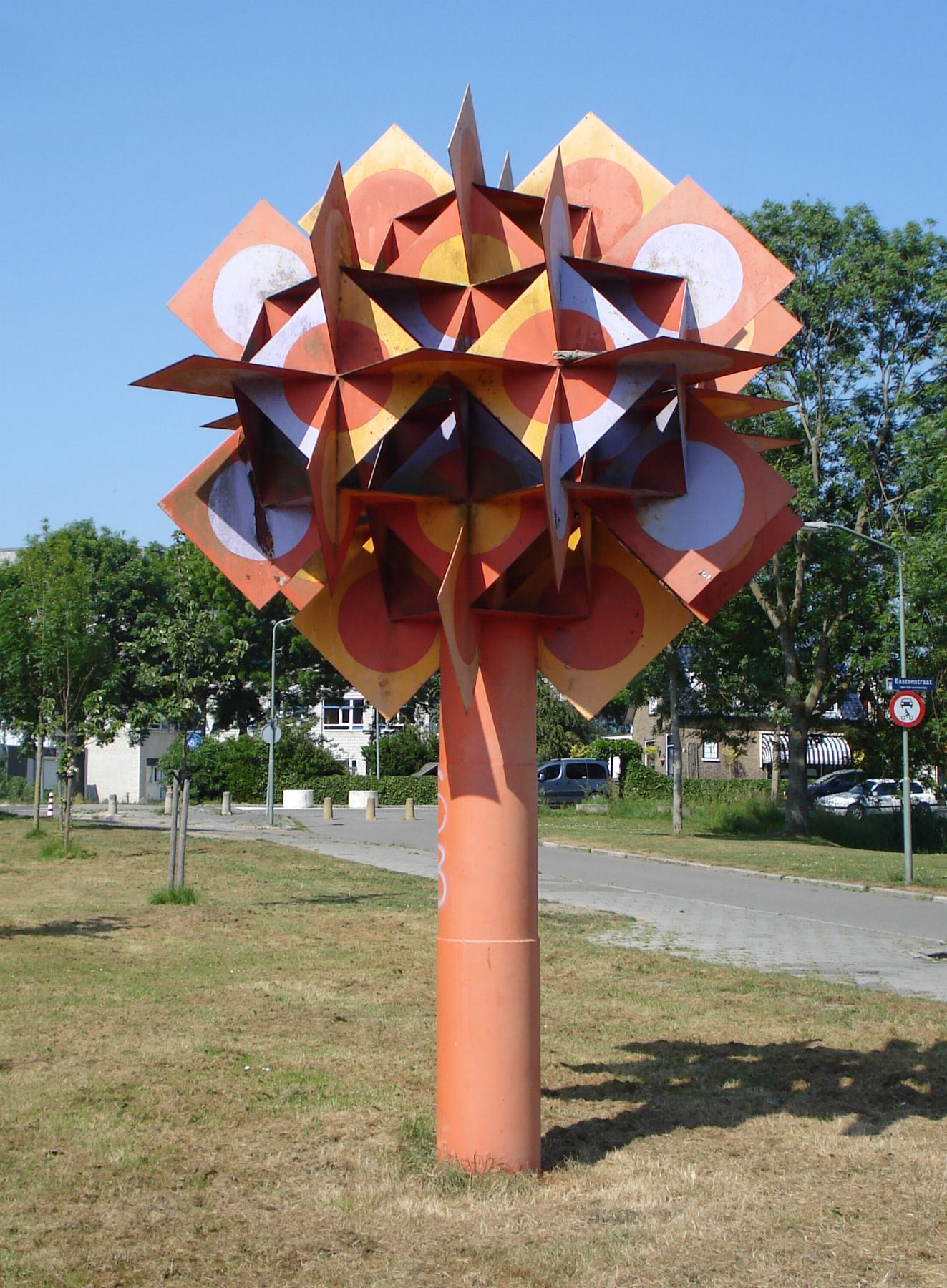
Dordrecht